# Epipleoneura peruviensis
Epipleoneura peruviensis är en trollsländeart som först beskrevs av Fraser 1946.  Epipleoneura peruviensis ingår i släktet Epipleoneura och familjen Protoneuridae. Inga underarter finns listade i Catalogue of Life.